# Макарій (Булгаков)

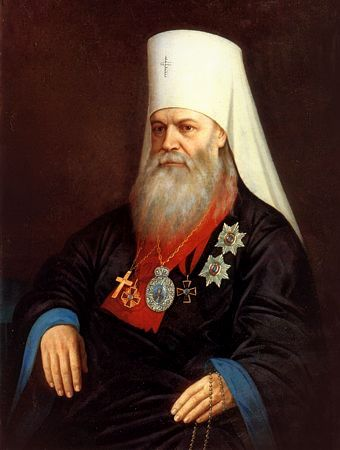
Портрет невідомого художника із зібрання Державного Історичного Музею в Москві. Початок 1880-х рр.

Митрополит Макарій (в миру Михайло Петрович Булгаков; 19 вересня (1 жовтня) 1816, село Сурково, Новооскільський повіт, Курська губернія — 9 (21) червня 1882, Москва) — єпископ Російської Православної Церкви, знаменитий історик церкви, богослов. З 8 квітня 1879 — митрополит Московський і Коломенський. Ординарний академік Академії наук (1854).

## Біографія

### Сім'я та освіта
Народився у бідній родині сільського священика, у якій було шестеро дітей. Коли майбутньому митрополиту виповнилося сім років, помер його батько. Незважаючи на бідування, мати намагалася дати дітям освіту. Його прижиттєві біографії розповідали про те, що в підлітковому віці він був хворобливою і малоздібною дитиною — до тих пір, поки з ним не сталося наступне подія: коли він одного разу ховався від товаришів, що кривдили його у дворі школи, заучуючи не цілком зрозумілий йому урок, в його голову вдарився невідомо звідки кинутий камінь, який розсік «черепну оболонку на голові, викликавши сильну кровотечу», після чого його здоров'я несподівано покращилося і відкрилися розумові обдарування.
Закінчив Бєлгородське повітове духовне училище (1831), Курську духовну семінарію (1837; в останні два роки навчання займався викладанням в молодших класах тієї ж семінарії), Київську духовну академію зі ступенем магістра богослов'я (1841). Доктор богослов'я (1847; за працю «Введення в православне богослов'я»). Почесний член Імператорського Археологічного товариства та Санкт-Петербурзької духовної академії.

### Церковне служіння
- 15 лютого 1841 був пострижений в чернецтво.
- З 25 березня 1841 — ієродиякон.
- З 29 червня 1841 — ієромонах.
- В 1841 — 1842 — викладач російської церковної і цивільної історії Київської духовної академії.
- У 1842, одночасно, ректор Києво-Подільських духовних училищ.
- В 1842 — 1844 — помічник інспектора Санкт-Петербурзької духовної академії; в 1843 році затверджений Синодом у званні екстраординарного професора богословських наук.
- В 1844 — 1857 — ординарний професор догматичного богослов'я Санкт-Петербурзької духовної академії; в 1847-1849 також викладав історію російської церкви, в 1853–1857 — історію російського розколу.
- В 1844–1850 — інспектор Санкт-Петербурзької духовної академії.
- З 17 грудня 1844 — архімандрит.
- 20 грудня 1850 (до 1857) визначено ректором Санкт-Петербурзької духовної академії. У цей же період був редактором журналу «Хрістіанское Чтеніе» і головним спостерігачем за викладанням Закону Божого в столичних навчальних закладах.
- З 28 січня 1851 хіротонізований на єпископа Вінницького, вікарія Подільської єпархії, настоятель Шаргородського Свято-Миколаївського монастиря (при цьому владика Макарій залишався ректором академії). Керував створенням в 1853 при академії спеціального відділення по боротьбі з розкольниками (старообрядцями).
- З 1 травня 1857 — єпископ Тамбовський і Шацький.
- З 18 квітня 1859 — єпископ Харківський і Охтирський.
- З 8 квітня 1862 — архієпископ.
- 20 липня 1868 року викликався для присутності в Святішому Синоді.
- З 10 грудня 1868 — архієпископ Литовський і Віленський.
- По іменному височайшому указу Святійшому Синоду від 8 квітня 1879[2] — митрополит Московський і Коломенський, член Святійшого Синоду.

### Смерть і поховання
Помер 9 червня 1882 об 11 годині 35 хвилин пополудні «від апоплексичного удару» у архієрейському будинку в селі Черкизове (нині в межах Москви); в день смерті відчував себе добре і «навіть був жвавим більше звичайного». Відспівування було проведено 14 червня в Чудовому монастирі; очолював архієпископ Варшавський Леонтій (Лебединський); похований 15 червня того ж року в склепі Успенського собору Трійце-Сергієвої лаври.

## Адміністративна та наукова діяльність

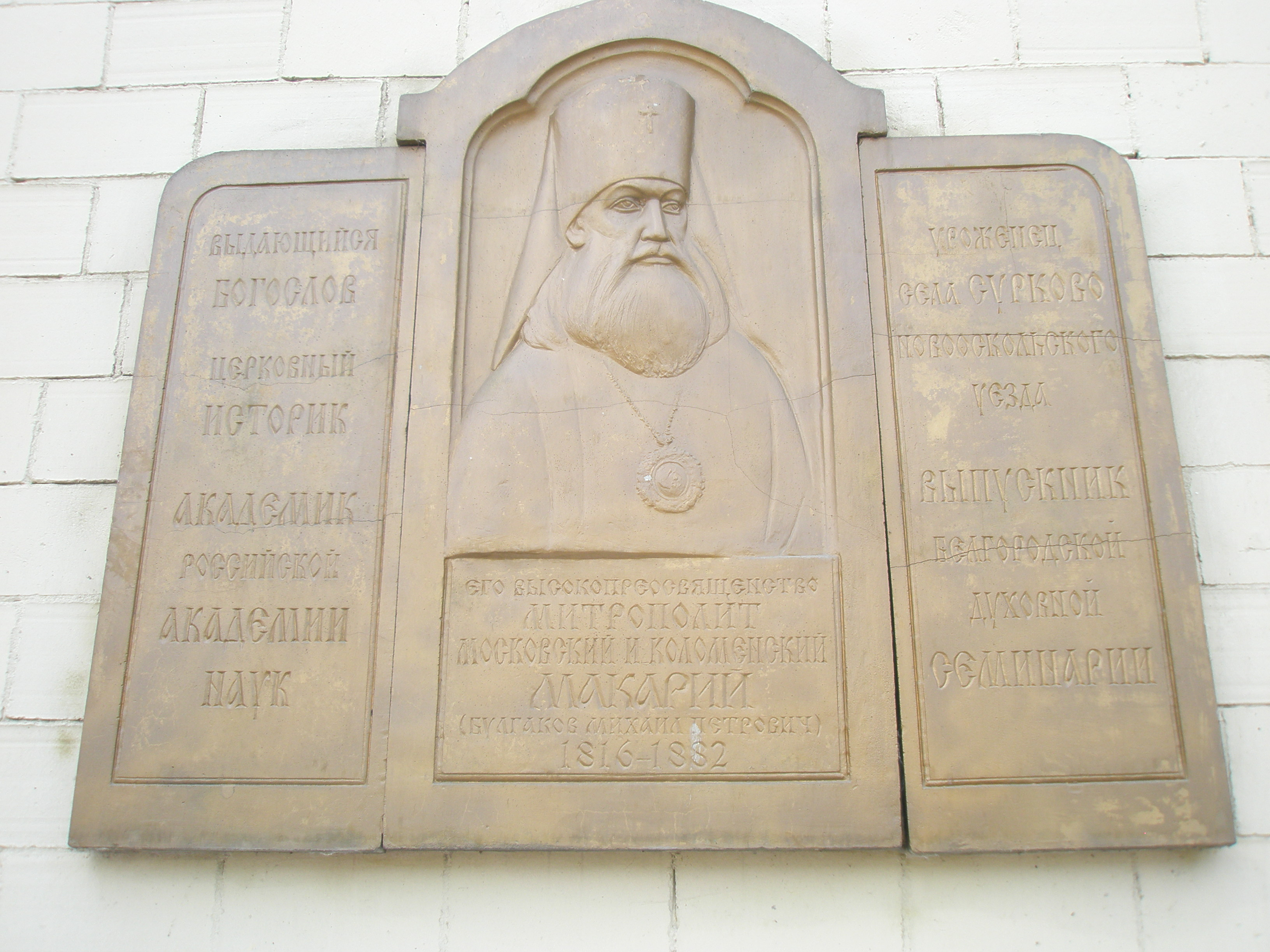
Митрополит Макарій (Булгаков). Меморіальна дошка на будинку Бєлгородської духовної семінарії

Митрополит Мануїл (Лемешевський) так характеризував діяльність митрополита Макарія як ректора Санкт-Петербурзької духовної академії:
| Шляхом ряду розсудливих заходів він встановив певний і незмінний порядок студентського життя. Студенти не обтяжувалися строгістю порядків, вони любили свого начальника. Зі слів самих студентів «прямішого, чесного і відвертого начальника-педагога не можна було уявити». Ніякі лестощі, ніяке догідництво, понад прямого відношення до справи не були йому доступні. Важливе значення у справі виховання студентів преосвящ. Макарій надавав церковному богослужінню. Він вживав усіх заходів до того, щоб богослужіння в академічній церкві зробити якомога більш урочистим і при можливості сам намагався брати участь у богослужінні. |

Владика Макарій був відомий як здібний і енергійний адміністратор. У Санкт-Петербурзькій духовній академії він приділяв велику увагу поліпшенню матеріального становища викладачів і студентів, облаштуванню академічної бібліотеки. Під час керування Тамбовською єпархією він активно займався упорядкуванням діловодства, котре перебував до нього в занедбаному стані. В Харківській єпархії він був відповідальним редактором журналу «Християнське читання»; за його ініціативою була створена церковна бібліотека, якою могли користуватися як духовні, так і світські особи; за активної участі владики заснований монастир в ім'я святого великомученика Димитрія Солунського в селі Рясному. Число народних училищ в єпархії за час його керування збільшилася в чотири рази (всього на 1869 діяло 405 училищ). Владика прагнув підвищити як освітній рівень харківського духовенства, так і релігійне благочестя пастви — він поновив на єпархії кілька раніше існуючих хресних ходів. В період його перебування на Литовській кафедрі були побудовані, відремонтовані та освячені 293 церкви. Як московський митрополит проявив себе прихильником наведення порядку в церковному господарстві і посилення проповідницької діяльності духовенства.
У статті про владику Макарія, вміщеній у словнику Брокгауза і Ефрона, особлива увага звертається на його помірно-ліберальні погляди, що викликали різке неприйняття з боку найбільш консервативно налаштованих церковних діячів:

Скрізь духовна чернь ставилася до нього з недоброзичливістю. У Москві одна газета цькування митрополита зробила своєю спеціальністю, обливала брудом всі його виступи, недвозначно натякала на його політичні погляди. Представники мракобісся були праві в тому відношенні, що вчений і благородний ієрарх не міг належати до їх чорного стану. В усіх важливих випадках він йшов назустріч запитам суспільства і руху вперед … У шістдесятих роках Макарій, вже архієпископом, брав участь у роботах по реформі духовної школи і гаряче відстоював необхідність надання їй вільного розвитку відповідно до вимог часу. Його погляди на постановку справи в середній і нижчій школі церкви будили ненависть у ретроградів.

Митрополит Мануїл зазначав, що під час перебування архімандрита Макарія членом Санкт-Петербурзького духовно-цензурного комітету (1844–1848), він заслужив «репутацію надзвичайно гуманного, неупередженого та акуратного цензора». Він був активним прихильником прийняття ліберального академічного статуту 1869, отримав неофіційну назву «Макарьевский устав».
Однак найбільшу популярність митрополит Макарій отримав як учений, автор капітальних праць у галузі богослов'я та історії. Його головна історична праця — «Історія Російської Церкви» в 12 томах (13-й не був закінчений у зв'язку з кончиною) була видана в 1883 (перевидана в 1994-1996). З його богословських робіт найбільш відомі двотомна праця «Православно-догматичне богослов'я» і «Введення в православне богослов'я».

## Премії митрополита Макарія
За словами митрополита Мануїла,

відмінними рисами його характеру були доброта і лагідність. Доброта душі його виявлялася на ділі у вигляді пожертвувань своїх коштів на школи, на будівництво храмів, на бібліотеки та інші цілі. Але особливо чудове пожертвування єп. Макарій зробив в 1867 р. Усі гроші, які він отримав від своїх творів, він зберігав до тих пір, поки не зібрав значну суму (120 тис. рублів). Потім цю суму поклав у Державну кредитну установу назавжди і заповідав після його смерті на відсотки з цієї суми заснувати щорічні премії для заохочення вітчизняних талантів, що присвячують себе справі науки і загальнокорисних знань.

Премії митрополита Макарія присуджувалися в 1884-1917. Існували чотири Макаріївські премії. Одна присуджувалася Академією наук (по всіх галузях науки), дві — Святійшим Синодом (за підручники і навчальні посібники з духовним дисциплінам), одна — Київською духовною академією (за роботи в області духовної літератури).
В 1997 зусиллями РПЦ, московського уряду і академії наук РФ Макаріївська премія була відновлена. Присуджується в п'яти номінаціях: «Історія православної церкви», «Історія Росії», «Історія Москви та історичне краєзнавство», «Історія православних країн і народів», а також підручник або навчальний посібник, що представляють внесок у науку в одній з даних номінацій.

## Праці
- История Киевской духовной Академии. СПб, 1843.
- История русского раскола, известного под именем старообрядчества. СПб., 1855.
- История христианства в России до равноапостольного князя Владимира. СПб, 1868.
- Макарий (Булгаков), митрополит Московский и Коломенский. История Русской церкви 12 томов. СПб, 1883. [Архівовано 2 жовтня 2011 у Wayback Machine.] (переиздание — 1994—1996).
- Православно-догматическое богословие в 2-х томах. СПб, 1895.
- Руководство к изучению христианского православно-догматического богословия. М., 1913.
- Введение в православное богословие. СПб, 1913.
- Слова и речи, произнесенные в 1869—1878 гг. СПб, 1890.
- Слова и речи, произнесенные в Московской епархии в 1879—1882 гг. СПб, 1890.
- Слова и речи, произнесенные в 1841—1868 гг. СПб, 1891.